# Giovanni Giorgi (physicien)
Pour les articles homonymes, voir Giovanni Giorgi (homonymie) et Giorgi.
Giovanni Giorgi (27 novembre 1871 — 19 août 1950) est un ingénieur électricien italien qui inventa le système d'unités MKS dit de Giorgi, précurseur du Système International.

## Biographie
Giorgi est né en 1871 à Lucques. Il étudia à l'Institut de technologie de Rome. Il enseigna à l'Université de Rome entre 1913 et 1939. Durant la Seconde Guerre mondiale il déménagea à Ferentino.
Giorgi meurt à Castiglioncello, dans la province de Livourne, à l'âge de 79 ans.

## Le systèmeGiorgi
Vers la fin du XIXe siècle, avec les découvertes de Maxwell, il paraissait évident que les unités électriques ne pouvaient être déduites des unités fondamentales de longueur, de masse et de temps. En 1901, Giorgi proposa à l'AEI (Associazione Elettrotecnica Italiana) un nouveau système (en) qui avait pour unités fondamentales le mètre, le kilogramme, la seconde et une quatrième unité à choisir parmi celles de l'électrotechnologie,.
En 1935, ce système fut adopté par l'IEC comme le système Giorgi, aussi connu sous le nom de système MKS.
En 1946, le CIPM approuva une proposition d'un système à quatre unités, le mètre, le kilogramme, la seconde et l’ampère, le système MKSA.
Le système de Giorgi est considéré comme précurseur du SI. En 1960, lors de la onzième Conférence générale des poids et mesures, le SI est adopté ; le SI est basé sur six unités fondamentales : mètre, kilogramme, seconde, ampère, kelvin et candela. La mole fut ajoutée comme septième unité fondamentale en 1971 lors du quatorzième congrès.